# René Binet

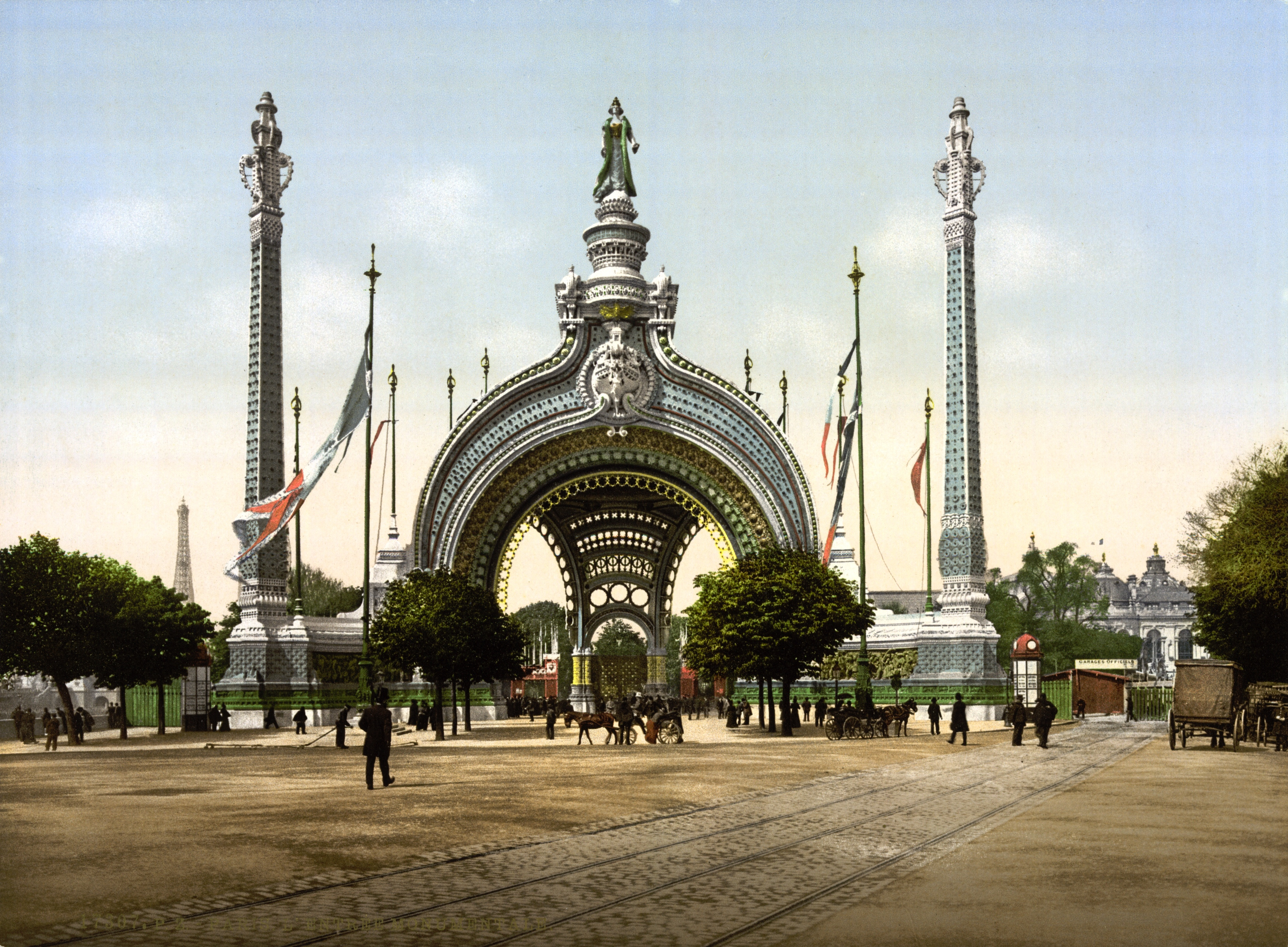
Monumentální brána Světové výstavy 1900 v Paříži

René Binet (* 14. října 1866 Chaumont – 19. července 1911 Ouchy, Lausanne) byl francouzský malíř a architekt secesního stylu. Od roku 1886 studoval u Victora Lalouxe na École des beaux-arts v Paříži. Pro Světovou výstavu v roce 1900 v Paříži postavil monumentální bránu a zemědělský pavilon. K jeho dalším dílům patří Pont Notre-Dame v Paříži (kolem 1903) a renovace a rozšíření obchodního domu Printemps tamtéž (1910/1911).